# 三滝ダム
三滝ダム（みたきダム）は、鳥取県八頭郡智頭町の芦津渓谷にあるダム。標高729mに位置する。
1937年、発電用ダムとして建設され下流の芦津発電所や新大呂発電所に発電用水を供給している。
本ダムは、日本で最後に造られたバットレスダムであり、その希少性から土木学会選奨土木遺産に選ばれている。なお、バットレスダムは、コンクリートの使用力が少なく経済的であるとして大正から昭和初期にかけて造られたが、やがて型枠工の人件費が高くなるなどして不経済となり、本ダムが最後に造られるに至った。
また、本ダムのダム湖が水源として水源の森百選に選出されている。

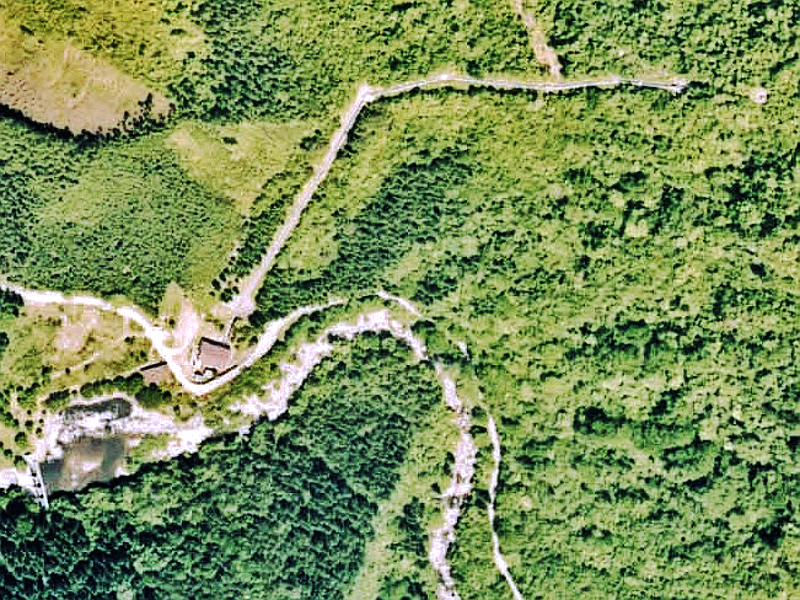
芦津発電所